# Gardes françaises

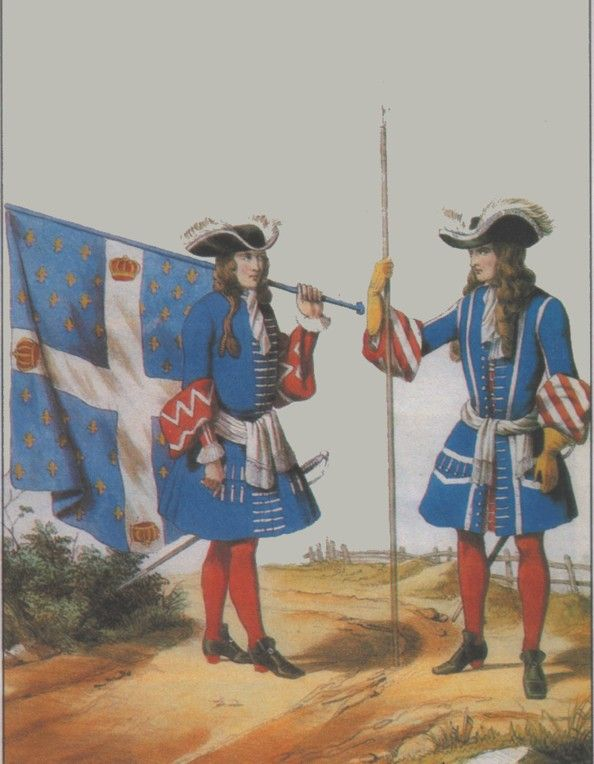
Gardes françaises en 1697.

Las Guardias francesas (en francés: Gardes françaises) fueron un regimiento de infantería de la Casa del Rey de Francia bajo el Antiguo Régimen. Creadas en 1563, fueron disueltas el 31 de agosto de 1789, pasando sus efectivos a conformar parte de la Guardia Nacional de Francia, recién creada.

## Historia
El regimiento fue instituido en 1563 durante la minoría de edad del rey Carlos IX de Francia. En aquella época, las guerras de religión asolaban el país, y el regimiento fue encargado de la seguridad del joven rey y de su madre, Catalina de Médici, en los palacios reales. Una vez establecida la paz con los hugonotes en 1573, el rey lo disolvió y lo sustituyó por dos compañías de infantería.
El rey Enrique III lo restableció en 1574 y dio más importancia y prestigio al cargo de capitán de compañía de la Guardia francesa. Luis XIII le añadió dos compañías y en 1635 el regimiento contaba con 30 compañías. A partir de esa fecha, las Guardias francesas estuvieron en todas las campañas militares francesas.
Luis XIV añadió a su vez dos compañías de granaderos; a finales del siglo XVII las Guardias francesas llegaron a contar más de 9000 hombres. Establecido como un cuerpo de élite, el regimiento gozaba de privilegios excepcionales. En 1691 el Rey otorgó el grado de mariscal de campo a su coronel, y el de coronel a los capitanes de las compañías; su sueldo aumentó considerablemente a lo largo del siglo siguiente y el coste de una sola compañía era notablemente superior al de un regimiento ordinario. Se les dio preeminencia sobre los guardias suizos, que también eran parte de la guardia real, y sus oficiales tenían el privilegio de poder ser comensales del Rey. Como el regimiento de los Guardias franceses pertenecían a la Casa militar del Rey, elegían su posición en el ejército cuando participaban en campañas; se situaban en el centro de la infantería, en primera línea. Cuando se tomaba una plaza, los guardias franceses entraban los primeros.
En el siglo XVIII, el regimiento de las Guardias francesas se vio reducido a aproximadamente 4000 hombres. En enero de 1764, una ordenanza dictó que tenía que contar 6 batallones compuestos cada uno de media compañía de granaderos (unos 54 hombres) y de 5 compañías de fusileros (unos 120 hombres).

### Revolución francesa
Al tener entre sus misiones la de mantener el orden en la capital francesa, el regimiento de las Guardias francesas tuvo un papel preponderante en los inicios de la Revolución francesa, en particular en la toma de la Bastilla. Como se alojaban en París, mantenían estrechos lazos con la población parisina. Según las memorias del marqués de Maleyssie que era entonces subteniente del regimiento, la mayoría de los oficiales llevaban una vida ociosa propia de la alta sociedad de la época y no mantenían contacto con sus subalternos. El descontento crecía entre estos, al sentirse humillados por tener unos superiores pretenciosos y sin formación militar, y se fue perdiendo el sentido del honor y del particularismo que caracterizaba este cuerpo de élite.
Las Guardias francesas fueron llamadas por los empleados de la Ferme générale para mantener el orden en las jornadas de los 11 y 12 de julio de 1789, en las que la población parisina atacó e incendió los fielatos de la cerca fiscal que rodeaba París (Mur des Fermiers généraux). Sin llegar a confraternizar con el pueblo, las guardias no emprendieron ninguna acción represiva y solo hicieron acto de presencia a fin de evitar actos demasiado violentos y limitar el alcance de los incendios. Pero el 14 de julio apoyaron decisivamente a los parisinos sublevados que asediaban la Bastilla. Unos 64 hombres de las dos secciones del 3º batallón del regimiento de las Guardias francesas y unos cuarenta soldados procedentes de otras compañías del regimiento o de otras unidades se unieron a la muchedumbre aportando dos cañones que apuntaban a la entrada de la fortaleza, dando así un vuelco decisivo a la situación.
Al día siguiente, sus oficiales dimitieron y el regimiento fue suprimido el 31 de agosto de 1789. Fue incorporado a la Guardia nacional de París con el nombre de Garde nationale soldée hasta 1792, fecha en la que sus efectivos fueron repartidos entre los diversos regimientos enviados a las fronteras para asegurar la defensa del territorio nacional.

## Uniforme
El uniforme se componía de un pantalón (culotte hasta la rodilla) y una casaca azules (incluido el forro). Los paramentos y la chaqueta eran rojos, y los cierres de pasamanería de hilos blancos. Los uniformes de los oficiales tenían cierres de pasamanería de hilos de plata, y llevaban una culotte blanca.

## Banderas

Banderas del régimiento de los Guardias franceses
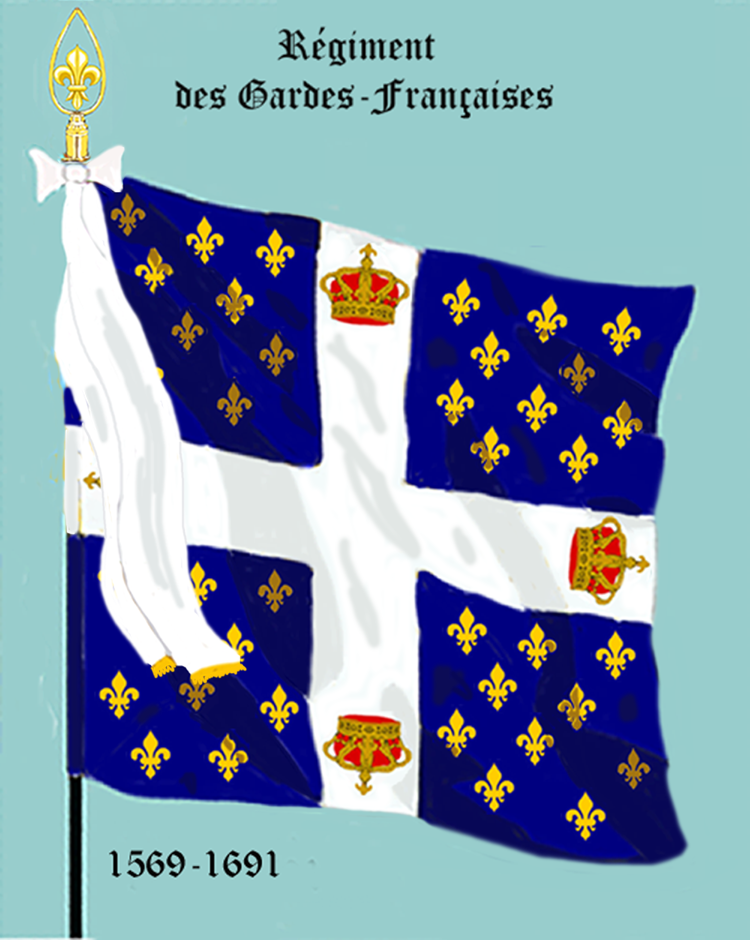
Bandera de ordenanza de 1569 a 1691
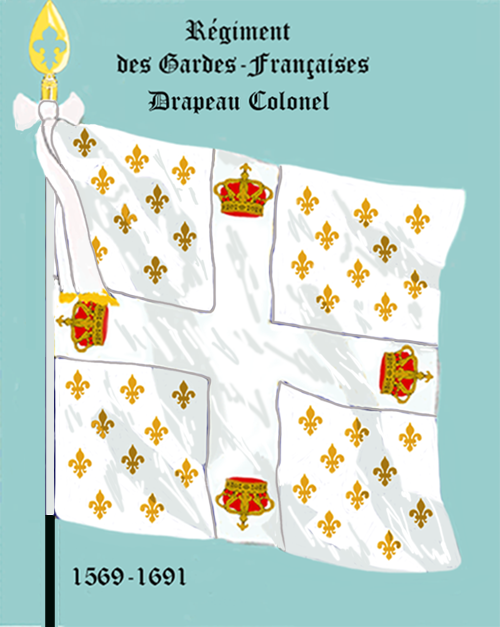
Bandera de Coronel de 1569 a 1691
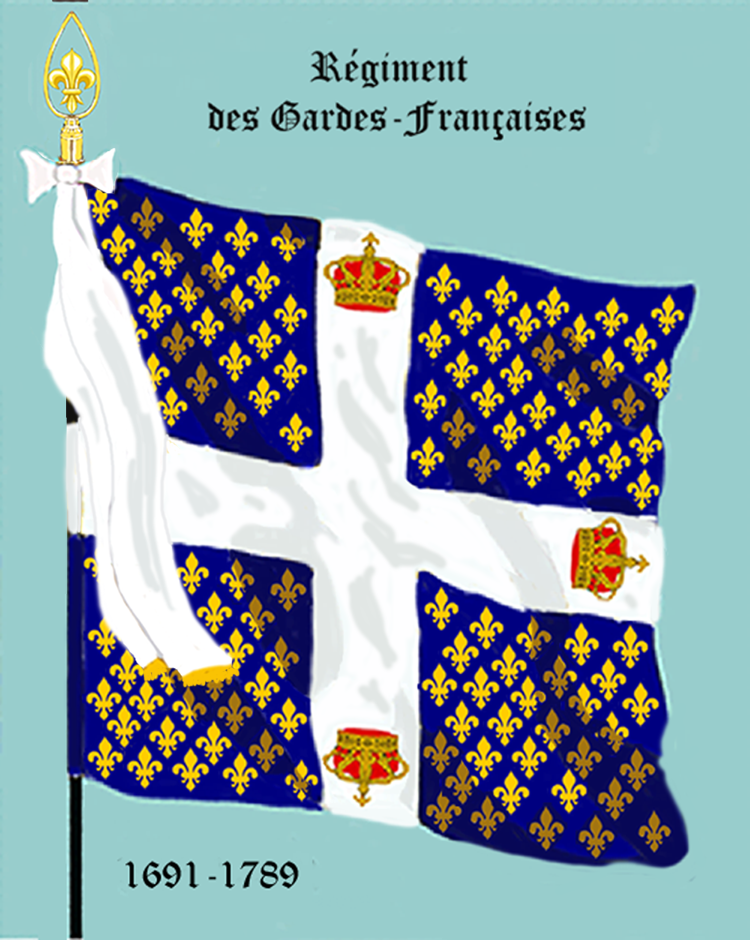
Bandera de ordenanza de 1691 a 1789
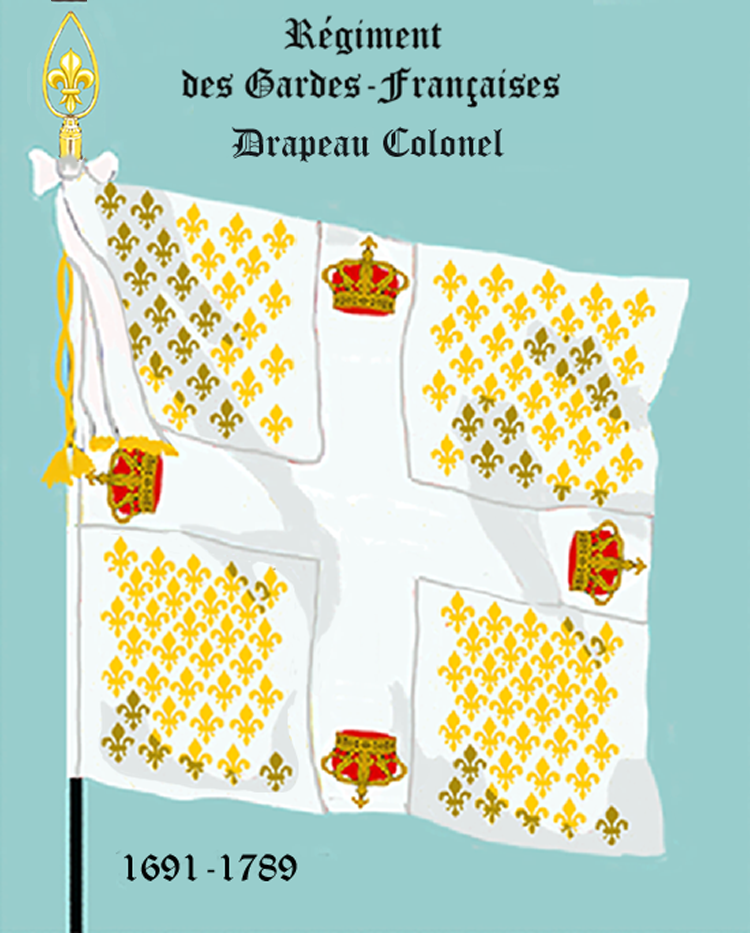
Bandera de Coronel de 1691 a 1789